# Marc Bebi Tàmfil
Marc Bebi Tàmfil (en llatí Marcus Baebius Tamphilus) va ser un magistrat romà, germà de Gneu Bebi Tàmfil (cònsol). Pertanyia a la gens Bèbia, una antiga família romana d'origen plebeu.
L'any 194 aC va ser un dels triumvirs designats per la fundació d'una colònia romana. L'any 192 aC va ser pretor i va rebre Brútium com a província amb dues legions i 1.500 soldats d'infanteria a més de 500 cavallers aliats. A causa de la guerra contra Antíoc III el Gran se li va ordenar dirigir-se a Brundusium i Tàrent on va embarcar amb les tropes cap a l'Epir. Va restar a Grècia el 191 aC amb títol de propretor i va participar activament en la guerra contra Antíoc. En unió de Filip V de Macedònia, aliat romà, va avançar cap a Tessàlia i les forces d'Antíoc es van retirar davant de les forces conjuntes. Diverses ciutats de Tessàlia van caure en mans dels romans i macedonis. Poc després va arribar el cònsol Mani Acili Glabrió I i va agafar el comandament, però Tàmfil va quedar-se a Grècia a les seves ordes.
El 186 aC va ser un dels tres ambaixadors enviats a arranjar les disputes entre Èumenes I de Pèrgam i Filip V de Macedònia i els estats de Tessàlia.
L'any 181 aC va ser cònsol amb Publi Corneli Cetege i van rebre Ligúria com a província, però no van fer cap operació militar. El seu comandament va ser prorrogat uns mesos el 180 aC a l'espera de l'arribada dels nous cònsols i a la primavera van atacar als apuans, que agafats per sorpresa es van rendir sense lluitar. Per prevenir una nova guerra els cònsols van deportar a 40.000 apuans al Samni. Per aquests fets van obtenir el triomf al retorn a Roma, la primera vegada que es va concedir a generals que no havien fet pròpiament una guerra.